# Małgorzata Doliwa-Dobrowolska
Małgorzata Doliwa-Dobrowolska (ur. 14 lipca 1908 w Orenburgu, zm. 7 października 1990 w Szczecinie) – polska pianistka, pedagog muzyczny, jedna z pionierów szkolnictwa muzycznego powojennego Szczecina.

## Życiorys
Urodziła 14 listopada 1908 roku w Orenburgu jako córka Floriana Dobrowolskiego oraz Heleny z domu Oberlander. W 1922 roku z rodziną przeniosła się do Krakowa, gdzie w miejscowym konserwatorium rozpoczęła naukę gry na pianinie; jej pierwszym nauczycielem był Wiktor Barabasz. Po roku Florian Dobrowolski dostał intratną posadę urzędnika państwowego w Krzemieńcu. W tym mieście Małgorzata Doliwa-Dobrowolska ukończyła słynne Liceum Krzemienieckie, dalej doskonaliła swoje umiejętności pianistyczne. W 1928 roku dostała się do konserwatorium warszawskiego do klasy fortepianu profesor Stanisławy Krajeńskiej. Po kontuzji lewej ręki zakończyła edukację w Warszawie i powróciła do Krzemieńca, gdzie zaczęła zbierać literaturę pianistyczną oraz zaczęła nauczać dzieci i dorosłych, którzy chcieli muzykować w swoim domowym salonie muzycznym. W Krzemieńcu odkryła w sobie powołanie pedagogiczne. Gdy zakończyły się jej problemy zdrowotne, postanowiła się dalej edukować; na miejsce nauki wybrała Lwów, miasto o wielkich tradycjach muzycznych. Rozpoczęła studia w Konserwatorium Lwowskim u Heleny Ottawowej, u której przez jakiś czas uczyła się wcześniej prywatnie. Konserwatorium Lwowskim ukończyła w 1937 roku. Po nauce we Lwowie powróciła do Krzemieńca, gdzie zaczęła pracę pedagogiczną. W kwietniu 1940 roku została wywieziona wraz z matką na Syberię, na zesłaniu spędziła 6 lat.

## Lata szczecińskie
Po uzyskaniu pozwolenia na przyjazd do Polski wróciła wraz z matką Heleną pierwszym transportem i trafiła do Szczecina.
Początkowo zamieszkała w jednym z pomieszczeń siedziby Państwowego Urzędu Repatriacyjnego przy ul. Małopolskiej, a potem w mieszkaniu przy ul. Parkowej, następnie trafiła do mieszkania przy alei Piastów. W 1957 roku zamieszkała w willi przy ul. Wyspiańskiego 94, gdzie mieszkała aż do śmierci. Początkowo w Szczecinie pracowała jako urzędniczka oraz dawała prywatne lekcje. 1 września 1950 roku została zatrudniona w Państwowej Średniej Szkole Muzycznej. Małgorzata Doliwa-Dobrowolska jako pedagog wówczas o najwyższych kwalifikacjach muzycznych i artystycznych znalazła się w gronie najwybitniejszych nauczycielek, w latach pięćdziesiątych i sześćdziesiątych jej klasa należała do najbardziej reprezentatywnych klas szczecińskiego szkolnictwa muzycznego. Poza nauczaniem w szkołach muzyczny cały czas prawie aż do śmierci dawała również prywatne lekcje w domu. W 1965 roku zaczęła prace w szczecińskiej filii Akademii Muzycznej w Poznaniu, gdzie prowadziła klasę fortepianu oraz prowadziła zajęcia na wydziale wychowania muzycznego. Zasłużona nauczycielka miała olbrzymi wkład w wykształcenie muzyczne wielu muzyków. Wielu z jej absolwentów było znaczącymi postaciami w kulturze muzycznej Szczecina, kilku z nich było znanych i cenionych w Polsce i za granicą.

## Lista absolwentów i uczniów klasy fortepianu Małgorzaty Doliwa-Doborowolskiej
1. Lili Brzozowska-Szymansky 
2. Hanna Daukszta 
3. Zbigniew Faryniarz
4. Franciszek Gajb
5. Julita Gąsior –Juszkiewicz 
6. Ewa Hozer (1950-2004)
7. Henryk Huńka 
8. Maria Kowalczyk-Amielko (1937-2007)
9. Grażyna Kruszona – Rzełuska 
10. Eleonora Kuberska 
11. Bronisław Kuźmiński 
12. Monika Leeming 
13. Elżbieta Maciejkowicz 
14. Helena Majdaniec
15. Janusz Nowak 
16. Edmund Piotrowski
17. Stanisław Plawgo 
18. Anna Podkańska 
19. Grażyna Pogorzały
20. Ewa Prawucka 
21. Andrzej Prus-Wakulski 
22. Wiesław Rybczyński 
23. Zygmunt Stobiński 
24. Mikołaj Szczęsny
25. Czesława Szumin-Mariańczyk (1939-2018)
26. Jan Szyrocki
27. Walkowiak
28. Piotr Woźniak 
29. Ryszard Zimnicki   
Zmarła 7 października 1990 roku w Szczecinie. Pochowana została 12 października obok matki na cmentarzu Centralnym w Szczecinie (kwatera 37B). 

## Upamiętnienie
Z inicjatywy prof. Franciszka Gajba grono uczniów i absolwentów zorganizowało wieczór wspominkowy, który odbył się 12 października 2002 roku w auli Zespołu Szkół Muzycznych im. Feliksa Nowowiejskiego w Szczecinie. Koncert poprowadził Franciszek Gajb oraz Mikołaj Szczęsny, który również wygłosił referat o życiu i działalności pedagogicznej Małgorzaty Doliwy-Dobrowolskiej. W wieczorze wzięli udział prawie wszyscy uczniowie i absolwenci oraz szczecińscy muzycy i pedagodzy wraz z rodzinami. Wielu uczniów krótko wspomniało czasy nauki oraz ich osobiste wspomnienia o nauczycielce. Julita Gąsior-Juszkiewicz odczytała spisane wspomnienia Moniki Lemming z Londynu, Stanisława Plawgo oraz Krystyny Ostrowskiej. Podczas wieczoru wspominkowego odbył się koncert uczniów i absolwentów: Lilli Brzozowskiej-Szymansky, Czesławy Szumin-Mariańczyk, Franciszka Gajba oraz kilku pianistów z młodego pokolenia. Wykonano takie utwory jak : Janina Garścia dwa utwory Wulkan Fuji oraz Chorał, Karola Szymanowskiego Preludia op.1 nr 2 i 7, Johannesa Brahmsa Intermezzo op.118 nr 2, Adolfa Jensena Muzyka wieczorna op.59 nr 1 i 2, Antonína Dvořáka Taniec słowiański e-moll op.72, Maurycego Moszkowskiego Kaprys hiszpański oraz Zoltána Kodálya Sonata na wiolonczele solo op.8 cz II (wykonał wiolonczelista Tomasz Szczęsny). Po uroczystości odbyło się otwarcie sali pamięci Małgorzaty Doliwy-Dobrowolskiej odsłonięcia dokonał ówczesny dyrektor szkoły Stanisław Sadłowski oraz uczniowie i absolwenci. W sali nr 26 odbywają się zajęcia klasy fortepianu.